# 國賓 (道光進士)
1. REDIRECT 孫觀_(道光進士)

- 別名重定向：这是其他名稱、筆名、綽號、同義字的重向。它引導常用名稱至遵循命名常規的標題，能夠協助編者寫作。除非為了更新重定向頁，一般不應該用管道連結取代重定向連結。